# دفنة كورية
دفنة كورية (الاسم العلمي:Daphne koreana) هي نوع من النباتات تتبع جنس الدفنة من الفصيلة المثنانية.